# Симфонические танцы (Рахманинов)
Симфони́ческие та́нцы, oр. 45 (англ. Symphonic Dances) — оркестровая сюита в трех частях, завершенная Рахманиновым в 1940 году. Симфонические танцы — последнее произведение композитора. В Симфонических танцах слышны мотивы из оперы Римского-Корсакова «Золотой петушок», а также мотивы церковной музыки, увлечение которой Рахманинов сохранил до конца жизни.
Произведение посвящено Филадельфийскому симфоническому оркестру и его руководителю Юджину Орманди. 

## История создания
В основном, работа над произведением проходила в штате Нью-Йорк. Первоначальное название сочинения — Фантастические танцы, включающие три части: «Полдень», «Сумерки» и «Полночь». Хотя композитор писал дирижёру Ю. Орманди в конце августа о том, что работа закончена и осталась только оркестровка, рукопись позволяет предположить сроки завершения в сентябре-октябре 1940 года. 
Премьера «Симфонических танцев» состоялась под руководством Ю. Орманди (с Филадельфийским оркестром) 3 января 1941 года. Во время исполнения с Д. Митропулосом (и Симфоническим оркестром Миннеаполиса) в ноябре 1942 года присутствовавший на концерте Рахманинов заметил, что в партитуре первой части вместо Allegro ошибочно напечатали Non allegro, причём слово non было от руки зачёркнуто. Ошибочное обозначение темпа первой части встречается во многих позднейших переизданиях партитуры и практически во всех аудиозаписях «Симфонических танцев» вплоть до наших дней. В 2018 фирма грамзаписи Marston Records опубликовала любительскую аудиозапись, сделанную в декабре 1940 года дома у Орманди, где Рахманинов проигрывает (на фортепиано) всю сюиту (с пояснениями). Темп, который композитор берёт в начале первой части, примерно четверть = 116.
В России «Симфонические танцы» прозвучали впервые 25 ноября 1943 года в Москве под управлением Н. С. Голованова.

## Структура
1. (Non) Allegro
2. Andante con moto (Tempo di valse)
3. Lento assai — Allegro vivace — Lento assai. Come prima — Allegro vivace.

## Балет
Рахманинов переписывался с хореографом Михаилом Фокиным, обсуждая возможность создания балета на основе произведения. Хореограф был заинтересован, но замыслу Рахманинова не суждено было осуществиться — в августе 1942 года Фокин скоропостижно скончался.

## Дискография
Среди многих аудиозаписей — Филадельфийский оркестр (Орманди), Нью-Йоркский филармонический оркестр (Митропулос, 1942), БСО ВР (Голованов, 1944-1949), БСО ВР (Гаук, ок. 1955), Оркестр Московской филармонии (Кондрашин, ок. 1963), ГАСО СССР (Светланов, 1973, 1986), Берлинский филармонический оркестр (Маазель, 1983), Симфонический оркестр Северонемецкого радио (Гардинер, 1993), Оркестр "Консертгебау" (Ашкенази, 1983), Российский национальный оркестр (Плетнёв, 1997).Видео-запись + клавир/2х ф-но (дир.Людвиг Яновицкий, 1998) 